# Agridulce

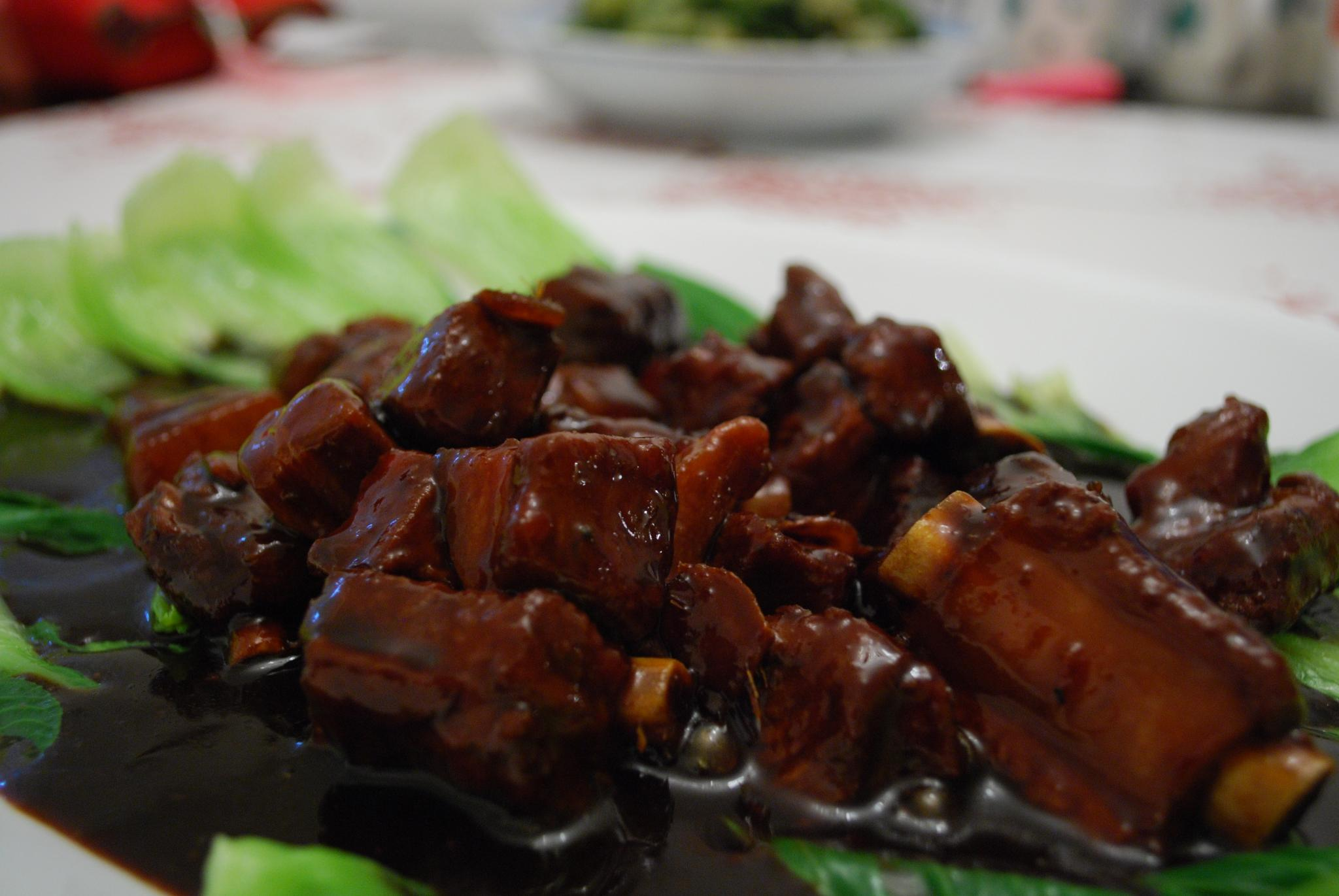
Costillas de cerdo agridulces.

Agridulce (combinación de las palabras agrio y dulce) es un término genérico que engloba muchos estilos de salsa, cocina y métodos de cocción. Se utiliza habitualmente en Asia Oriental y Sudoriental y se ha utilizado en Inglaterra desde la Edad Media. Lo agridulce sigue siendo popular en Europa y en América. La salsa agridulce cantonesa es el predecesor de la misma salsa en Occidente y se desarrolló originalmente para el cerdo agridulce. El reconocido chef hongkonés, Leung King, incluyó los siguientes ingredientes como la receta de la salsa: vinagre de arroz blanco, sal, caramelos marrones chinos, ketchup, salsa Worcestershire y salsa de soja oscura.

## Oriente
Algunos autores dicen que la salsa agridulce original provenía de la provincia china de Henan, pero la salsa de esta zona es una mezcla de vinagre ligero y azúcar que no se parece a lo que la mayoría de la gente, incluidos los chinos, llamaría agridulce. Muchos lugares de China utilizan una salsa agridulce como salsa para dipear pescado y carne, en lugar de cocinada, como se encuentra habitualmente en la cocina china occidentalizada.

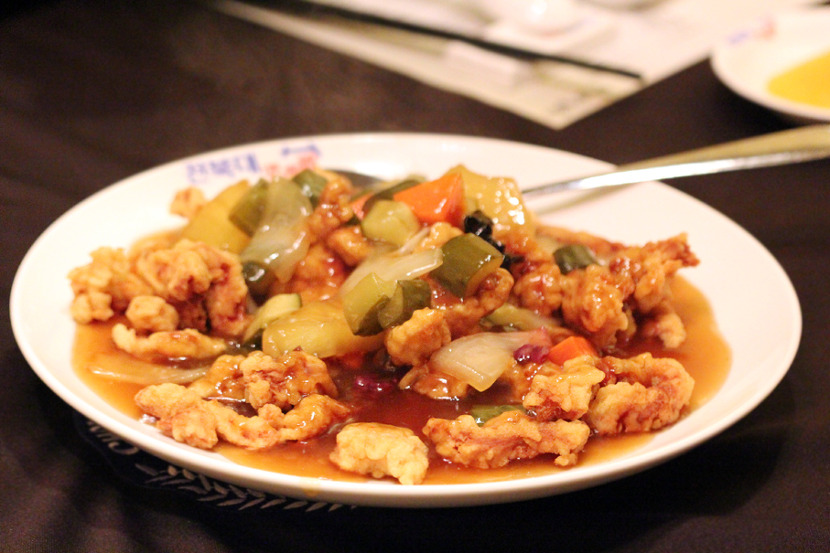
Tangsuyuk coreano de cerdo.

El cerdo agridulce cantonés original está hecho con vinagre, ciruelas conservadas y caramelos de espino para un color casi escarlata y un sabor agridulce. Un plato relacionado con este de origen hongkonés/cantonés son las chuletas agridulces, y es idéntico en su preparación excepto que se utilizan chuletas en lugar de los lomos de cerdo.
En Corea del Sur, un plato de carne agridulce conocido como tangsuyuk (en hangul, 탕수육) es uno de los platos sino-coreanos más populares. Hechos con carne de cerdo o ternera, las piezas tienen el tamaño de un mordisco y se recubren generalmente con maicena de patata o boniato, almidón de maíz o harina de arroz glutinoso y se fríen en aceite. El plato se sirve con salsa agridulce, típicamente hecha hirviendo vinagre, azúcar y agua, con variedad de frutas y verduras como zanahoria, pepino, cebolla, oreja de Judas y piña. La pasta de almidón se utiliza para espesar la salsa.
En la gastronomía filipina, las salsas agridulces se conocen como agrio dulce (en español filipino) o agrio dulcio (en chabacano), y puede referirse a platos cocinados con la salsa. Esta se hace mezclando almidón de maíz con agua, sal, azúcar y un ingrediente picante, como kétchup de tomate o de plátano o piña; la mezcla se lleva a ebullición y se cuece a fuego lento hasta que espese. Agrio dulce se utiliza habitualmente como salsa para mojar para aperitivos como lumpia o koy.

## Occidente
Muchos platos occidentales implican cocinar la carne con una variedad de ingredientes para hacer un plato agridulce completo al modo del cerdo agridulce. Los platos más populares son los de cerdo y gambas. Se ha desarrollado también en la gastronomía francesa, contrariamente a las prácticas y preparación tradicionales de salsa agridulce de esta gastronomía, que a menudo implica dipear la comida en una cantidad abundante de salsa.
En Inglaterra, las salsas agridulces se utilizan en su gastronomía desde la Edad Media, con recetas de carnes agridulces y pescados en el libro de cocina The Forme of Cury (1930). En la cocina francesa, en la base de salsa agridulce hecha con azúcar caramelizado y vinagre se le llama gastrique, mientras que «aigre-doux» es una salsa agridulce en general. Agrodolce es una salsa agridulce tradicional de la gastronomía italiana, y se elabora reduciendo elementos ácidos y dulces, tradicionalmente vinagre y azúcar; en ocasiones, se añaden aromas adicionales, tales como vino, fruta o incluso chocolate. Se puede utilizar en cordero, y servirse sobre rigatoni o fideos anchos, como los pappardelle.
Los restaurantes populares de comida rápida como McDonald's, Burger King y Wendy's tienen sus propias marcas de paquetes de salsa agridulce. Estos se ofrecen habitualmente y se utilizan como salsa para dipear los «deditos» y los «nuggets» de pollo.